# Origines shinto du sumo
 (janvier 2025).

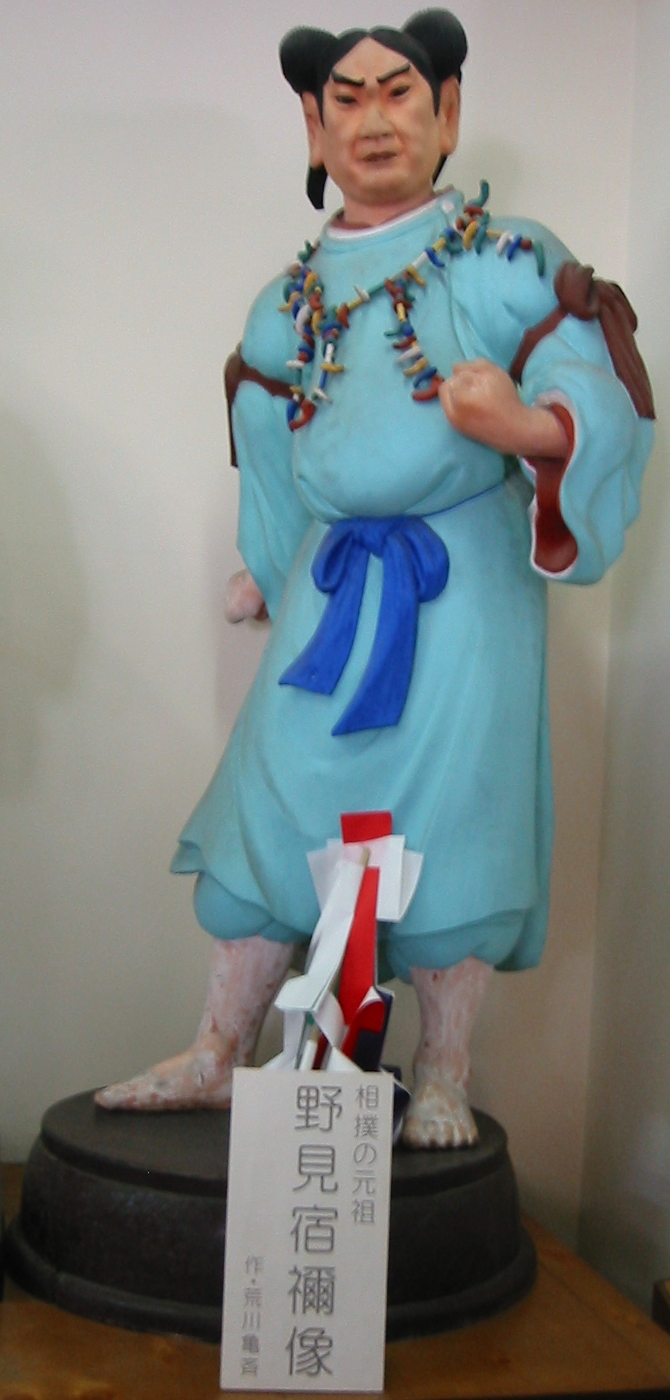
Nomi no Sukune, le dieu du sumo.

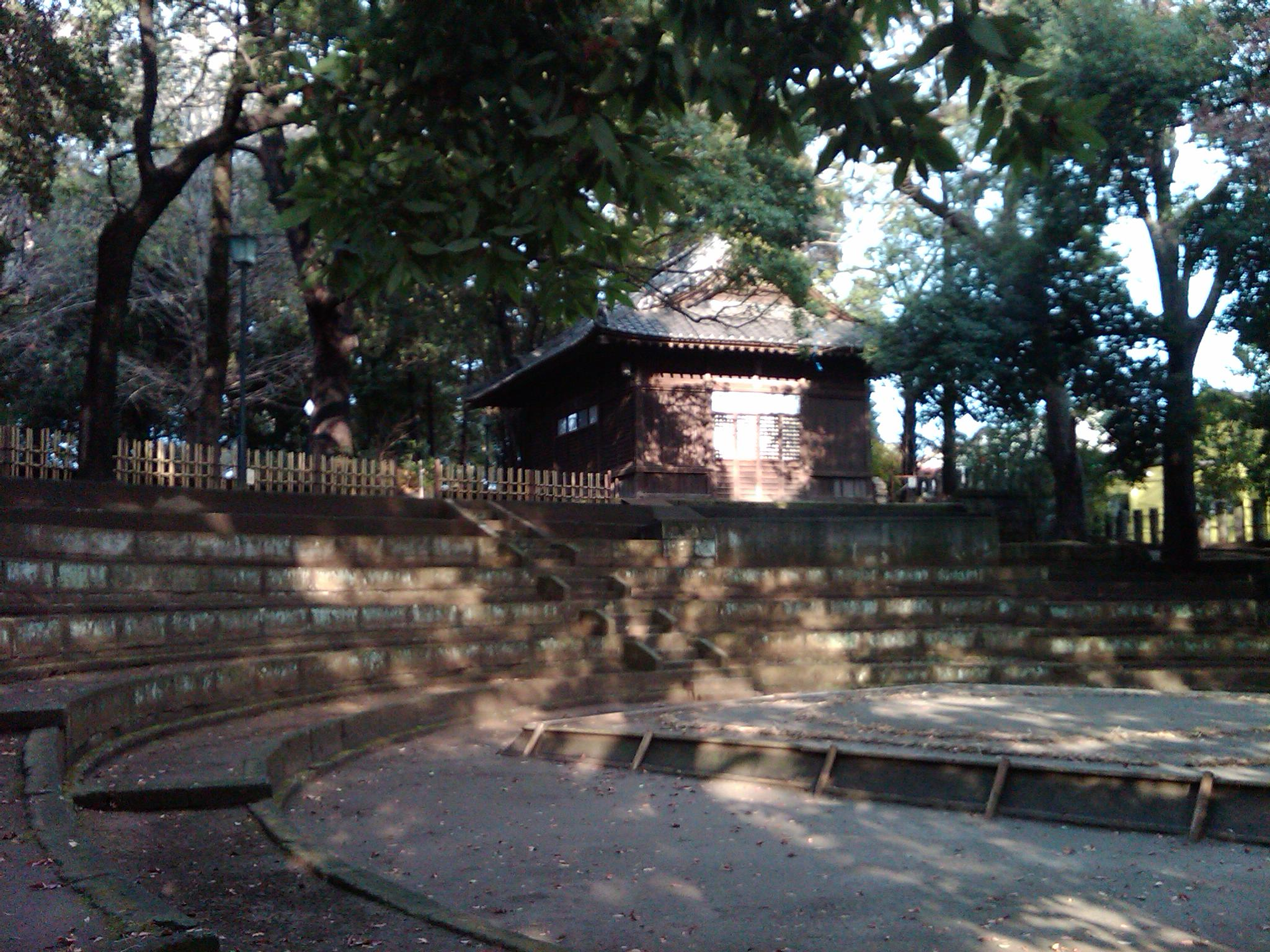
Ring de combat de sumo cérémoniel au sanctuaire Setagaya Hachiman à Tokyo.

Les origines shinto du sumo sont retracées à travers les siècles et de nombreux rituels de sumo actuels sont directement issus de rituels shinto. La religion shinto a été associée au nationalisme et à l’identité ethnique japonaise, en particulier du début du XXe siècle jusqu'à la fin de la Seconde Guerre mondiale : ainsi le sumo a également été considéré comme un élément important de la tradition japonaise. Le sumo remonte aux anciens rituels shinto visant à assurer une récolte abondante et à honorer les esprits, connus sous le nom de kami.
Le dohyō actuel, toujours considéré comme sacré, rend hommage à l'époque où les matchs se déroulaient sur les terrains sacrés des sanctuaires et des temples. Le toit au-dessus du dohyō, appelé yakata, représentait à l'origine le ciel pour souligner la nature sacrée du dohyō qui symbolise la terre. La veille du début de chaque tournoi le dohyō-matsuri -  cérémonie de bénédiction des anneaux - est effectué par des officiels du sumo appelés gyōji. Les arbitres du dohyō qui jugent chaque combat de sumo portent des costumes inspirés des robes de cour cérémonielles de la période Heian (794-1185 après J.-C.). Leurs chapeaux noirs sont des copies des chapeaux portés par les prêtres shinto représentés dans diverses œuvres d'art de Heian. Vêtus de la robe blanche de prêtre shintoïste, les gyōji purifient et bénissent le dohyō lors d'une cérémonie solennelle au cours de laquelle du sel, du varech, des calmars séchés et des châtaignes sont enterrés au centre du dohyō. Les officiels et les spectateurs invités boivent du saké qui leur est offert à tour de rôle. Le saké restant est versé sur la bordure de paille du dohyō en guise d'offrande aux dieux.
Chaque jour du tournoi, les dohyō-iri, ou cérémonies d'entrée sur le ring effectuées par les divisions supérieures avant le début de leur journée de lutte, sont dérivées des rituels du sumo. Cette cérémonie implique qu'ils montent sur le dohyō, marchent sur le bord et font face au public. Ils se tournent ensuite vers l'intérieur, frappent des mains, lèvent une main, soulèvent légèrement les tabliers de cérémonie appelés kesho-mawashi, et lèvent les deux mains, puis continuent à marcher autour du dohyō en sortant de la même manière qu'ils sont entrés. Ce rituel est un élément shinto important et rappelle les claquements de mains dans les sanctuaires shinto destinés à attirer l'attention des dieux. La cérémonie d'entrée dans l'anneau du yokozuna est considérée comme un rituel de purification à part entière et est parfois exécutée dans les sanctuaires shinto à cette fin. Chaque yokozuna nouvellement promu effectue sa première cérémonie d'entrée sur le ring au sanctuaire Meiji à Tokyo.